# Prueba de color en pantalla
La prueba de color de pantalla o prueba virtual (conocida también por su nombre en inglés, soft proofing) es un paso opcional en el proceso de preprensa para impresión. Utiliza software y hardware especializados para verificar la exactitud del texto y las imágenes utilizadas para los productos a imprimir. La prueba en pantalla difiere de la prueba de color física convencional en el uso de un monitor calibrado como el dispositivo de salida.
Para producir una representación precisa de cómo se verá el resultado impreso, los sistemas de prueba virtual dependen de la calibración del monitor, la creación de perfiles y la gestión del color. Si bien ha existido una función de soft-proof en las aplicaciones de autoedición por algún tiempo, la prueba virtual comercial extiende esta capacidad a múltiples usuarios y múltiples ubicaciones al especificar el equipo que se utilizará, y al imponer un conjunto de procedimientos de calibración y políticas de gestión de color. Esto garantiza que todos las estaciones de visualización estén calibradas bajo idénticas condiciones conocidas y, por lo tanto, sean capaces  de desplegar el mismo color en la pantalla.

## Componentes del sistema
Además de las características de un ordenador de alta gama, los sistemas de prueba de color en pantalla constan de los siguientes componentes:

### Software de calibración y perfilación
El software de calibración y creación de perfil a color puede ser proporcionado por separado, o incluido con la aplicación de prueba de color. El soporte de gestión de color para los perfiles ICC está disponible a través de los sistemas operativo Macintosh, Windows, y Linux. 

### Monitor de gama alta
Los monitores de alta resolución y amplia gama de color son la tecnología clave para los sistemas de prueba en pantalla. La Organización Internacional para la Estandarización (ISO) finalizó los estándares para la prueba de color en pantallas en 2004 y desde esta fecha de publicación, fabricantes como EIZO, NEC y Apple han producido pantallas LCD utilizadas en sistemas de prueba virtual.

### Hardware de calibración
Mediante un espectrofotómetro o un colorímetro, y utilizado el software de calibración mencionado arriba para ajustar las ganancias primarias de los valores RGB, se establece el punto blanco en la temperatura de color deseada y, opcionalmente, se configura la luminancia, o intensidad luminosa, del monitor a un nivel específico. El target de calibración para un sistema de prueba virtual es típicamente una temperatura de D50 (5000K) y una luminancia de al menos 160 cd/m2 como se especifica en ISO 12646.

### Software de prueba de color virtual
El software de prueba en pantalla integra las herramientas de administración de color necesarias con una aplicación de visualización que contiene herramientas de marcado, revisión y aprobación, y algún método de enrutamiento o colaboración en un equipo de trabajo. Los archivos a desplegar residen en una base de datos y están disponibles a través de conexiones LAN o de Internet a través de conexiones cliente-servidor.

## Certificación de terceros
Las organizaciones responsables de desarrollar los estándares de la industria SWOP y Fogra ofrecen certificaciones independientes para garantizar que un sistema de prueba de color en pantalla sea capaz de reproducir condiciones de impresión establecidas, llamadas "de referencia", relacionadas con estándares conocidos y rastreables. Una prueba virtual que se prepara con un sistema certificado puede ser una prueba de contrato, un acuerdo legal vinculante entre el proveedor de impresión y el cliente.